# 理查逊数
理查遜數（Richardson number，縮寫Ri）是因為物理學家路易斯·弗萊·理查德森（1881–1953）而命名的無因次量，是浮力項和流速剪應力項的比值：
{\displaystyle \mathrm {Ri} ={\frac {\text{buoyancy term}}{\text{flow shear term}}}={\frac {g}{\rho }}{\frac {\partial \rho /\partial z}{(\partial u/\partial z)^{2}}}}
其中
{\displaystyle g}是重力加速度
{\displaystyle \rho }是密度、
{\displaystyle u}是流速
{\displaystyle z}是深度。
理查遜數在天气预报上很重要，可以用來評估海洋、湖泊及水庫的密度流以及濁積流。
若考慮密度差異不大的流（布氏近似），常會用 reduced gravity g'，其相關的參數則是密度理查遜數（densimetric Richardson number）
{\displaystyle \mathrm {Ri} ={\frac {-\partial g'/\partial z}{(\partial u/\partial z)^{2}}}}
這常用在大氣流以及洋流上。
若理查遜數遠小於1，浮力的影響力可以忽略。若理查遜數遠大於1，系統主要由浮力所主導（因為系統中沒有足夠的動能可以讓流體混合同質化）。
若理查遜數大約在1的數量級，流體比較像是浮力所驅動的，流的能量是源自於系統本身的势能。

## 航空
航空裡的理查遜數是對於空氣紊流的大約量度。數量小表示紊流嚴重，常見的數值在10到0.1之間，值小於1表示顯著的紊流。

## 熱對流
熱對流問題中的理查遜數是自然對流相對於強制對流的程度。此領域的理查遜數定義如下：
{\displaystyle \mathrm {Ri} ={\frac {g\beta (T_{\text{hot}}-T_{\text{ref}})L}{V^{2}}}}
其中
g是重力加速度
{\displaystyle \beta }是热膨胀係數
Thot是壁的溫度
Tref是參考溫度
L是特徵長度
V是特徵速度
理查遜數可以用格拉晓夫数Gr和雷诺数Re來表示
{\displaystyle \mathrm {Ri} ={\frac {\mathrm {Gr} }{\mathrm {Re} ^{2}}}.}
一般來說，若Ri < 0.1，表示自然對流可以忽略，若Ri > 10，表示強制對流可以忽略，在兩者之間的數值表示兩種對流都要考慮。一般來說，強制對流都會比自然對流要大，只有在極低的強制對流速度下才會例外。不過在定義混合對流的層流-紊流轉換時，浮力是其中重要的一部份。在設計用水填充的儲熱能水箱時，會用到理查遜數。

## 海洋学
海洋学中的理查遜數是很通用的型式，將分層（stratification）也考慮進來。這種理查遜數是量測水柱中的力學影響和密度影響之間的相對重要程度，這是用為开尔文-亥姆霍兹不稳定性建模的泰勒－戈德斯坦方程式敘述，而开尔文-亥姆霍兹不稳定性是因為剪力流所產生的現象。
{\displaystyle \mathrm {Ri} ={\frac {N^{2}}{(\mathrm {d} u/\mathrm {d} z)^{2}}}}
其中
N是布倫特-維賽拉頻率
u是風速
上述定義的理查遜數恆為正。N²為負值（N為复数）表示在主動對流回流中有密度梯度的不穩定。在這種情形下，一般不會關注Ri負值的大小。可以證明Ri < 1/4是讓分層流體不再分層的速度剪力必要條件，一般會出現一些混合（紊流）。若Ri很大，分層之間的紊流混合會被抑制。